# Пол Раян (біатлоніст)
Пол Раян (англ. Paul Ryan; нар. 17 лютого 1970, в Нетеравон) — колишній британський біатлоніст, учасник Зимових Олімпійських ігор 1992 року.

## Участь
Пол Райан почав працювати, як майже всі британські біатлоністи, у складі британської армії. Він почав виступати на міжнародних перегонах з біатлону на початку 1990-х років.

## Досягнення
Першою і найважливішою подією його кар'єри стала участь у зимових Олімпійських іграх 1992 року в Альбервілі. В індивідуальній гонці він зайняв 76-те місце. А разом з Майком Діксоном, Кеннетом Раддом та Яном Вудсом в естафеті посів 18-те місце. 76-е місце в особистому заліку стало найкращим результатом виступів Райана на Олімпійських іграх.
Другим для нього міжнародним чемпіонатом став чемпіонат світу в 1993 році в Боровець, де він був 21-м зі своїми товаришами з олімпійської гонки попереднього року. Після сезону 1993/1994 року він закінчив свою спортивну кар'єру.  